# Judas Iscariot
Zie Judas Iskariot voor de discipel
Judas Iscariot is een blackmetalband uit de Verenigde Staten. De band heeft bestaan van 1992 tot 25 augustus 2002 (de sterfdag van Friedrich Nietzsche).

## Biografie
De eerste naam van de band was Heidegger, hetgeen al snel werd veranderd naar Judas Iscariot. De band werd opgericht door Akhenaten (Andrew Harris) en het begon als soloproject. Akhenaten bespeelde alle instrumenten zelf tot het album Heaven in flames. Akhenaten is nihilist. Anno 2005 woont hij in Duitsland. De volgende leden zijn later tot de band toegetreden: Cryptic Winter (sessiedrummer), Lord Imperial (live gitaren), Kanwulf (live gitaren) en Proscriptor (live drummer). Akhenaten heeft ook nog gespeeld bij de volgende bands: Weltmacht, Sarcophagus, Krieg, Nargaroth, Maniac butcher, Seeds of Hate, Debauchery.

## Discografie
- Heidegger (1992, demo)
- Judas Iscariot (1993, demo)
- The cold earth slept below (1995, volledig album)
- Arise, my lord (1996, ep)
- Thy dying light (1996, volledig album)
- Of great eternity (1997, volledig album)
- Distant in solitary night (1998, volledig album)
- Judas Iscariot/Weltmacht (1999, split)
- Heaven in flames (1999, volledig album)
- None shall escape the wrath (2000, split)
- Ancient starry sky (2000, ep)
- Dethroned, conquered and forgotten (2000, ep)
- Under the black sun (2000, livealbum)
- To the coming age of intolerance (2001, split)
- March of the apocalypse (2002, ep)
- To embrace the corpses bleeding (2002, volledig album)
- Moonlight butchery (2002, ep)
- Midnight frost (To rest with eternity) (2003, compilatie)

Andere releases:
- Live in San Antonio (nooit uitgebracht, een paar cd's bestaan ervan)
- An ancient starry sky (nooit uitgebracht, bestaat op een zeldzame bootleg)
- Spectral dance of the macabre (tape werd alleen uitgebracht in Servië en Macedonië)